# Sous le soleil
 (mai 2021).
Si vous disposez d'ouvrages ou d'articles de référence ou si vous connaissez des sites web de qualité traitant du thème abordé ici, merci de compléter l'article en donnant les références utiles à sa vérifiabilité et en les liant à la section « Notes et références ».
Pour les articles homonymes, voir Sous le soleil (homonymie) et Tropez.
Sous le soleil de Saint-Tropez
Sous le soleil est une série télévisée française de 480 épisodes au format 52 minutes. Créée par Olivier Brémond et Pascal Breton, la série a été diffusée entre le 13 mars 1996 et le 20 décembre 2008 sur TF1.
En Belgique, la série a été diffusée pour la première fois sur Club RTL puis sur La Deux jusqu'au 4 septembre 2020 et enfin sur Tipik depuis le 7 septembre 2020 au 23 février 2022 et rediffusée depuis le 26 novembre 2022 sur cette même chaîne. En Suisse, elle a été diffusée sur RTS 1 et au Québec à partir du 31 janvier 2000 sur Séries+. Elle a été ensuite multi-rediffusée en France sur différentes chaînes des groupes TF1, Canal+ et M6. Elle est ensuite disponible gratuitement et en intégralité sur la plateforme TF1+ et diffusée depuis le 8 avril 2024 sur AB1.
Cette série est l'un des programmes français les plus diffusés dans le monde : rebaptisée Saint-Tropez à l'étranger, la série est exportée dans plus de 178 pays.
Arrêtée en 2008 en raison d'audiences jugées trop faibles par TF1, la série connaît cinq ans plus tard une suite intitulée Sous le soleil de Saint-Tropez qui fut elle aussi déprogrammée après deux saisons, faute d'audience suffisante.

## Synopsis
Sous le Soleil met en scène les destins de trois jeunes femmes, Laure, Caroline et Jessica, qui tentent de vivre autant qu'elles le peuvent leurs conquêtes amoureuses et professionnelles.

## Distribution
Les trois héroïnes forment les personnages centraux depuis le début et sont interprétées dès la saison 1 par Bénédicte Delmas pour le rôle de Laure Olivier (présente dès le tout premier épisode), Adeline Blondieau dans le rôle de Caroline Drancourt (présente à partir de l'épisode 4) et enfin Tonya Kinzinger incarnant Jessica Lowry (présente à partir de l'épisode 11).
Mallaury Nataf qui a joué Sandra Robert était normalement l'une des trois héroïnes au début de la série mais elle quitte la série au bout de dix épisodes. Elle est remplacée dès l'épisode suivant par Tonya Kinzinger qui tient le rôle de Jessica Lowry. Elle ne devait pas être présente, au tout départ en tant qu'héroïne mais en tant que personnage secondaire.
La série a permis à certains comédiens tels que Shirley Bousquet, Grégory Fitoussi, Arnaud Binard ou encore Mylène Jampanoï de se faire connaître à leurs débuts.
Beaucoup d'acteurs apparus par la suite dans Plus belle la vie ont participé à ce feuilleton : Avy Marciano, Christine Lemler, Caroline Bourg, Jérôme Marc, Anne Decis… Sont également apparus plusieurs acteurs connus après leur participation à des sitcoms du groupe AB, tels que Mallaury Nataf, Sébastien Roch, Manuela Lopez ainsi que beaucoup d'autres. On notera d'ailleurs qu'Adeline Blondieau a débuté dans Les Filles d'à côté et David Brécourt dans Hélène et les Garçons. Enfin, presque tous les acteurs de la série Extrême Limite (produite par Marathon, la même société de production que Sous le soleil) ont joué dans un ou plusieurs épisodes : Astrid Veillon, Julie Du Page, Cédric Dumond… C'est d'ailleurs dans cette série que Tonya Kinzinger a débuté.

### Actrices principales
- Bénédicte Delmas : Laure Olivier (saisons 1 à 6 et 8 à 14, invitée saison 7)
- Adeline Blondieau : Caroline Drancourt (saisons 1 à 4 et 6 à 12, invitée saison 14)
- Tonya Kinzinger : Jessica Lowry (saison 1, épisodes 11 à 13 puis saisons 2 à 8 et 10 à 14, invitée saison 9)

### Acteurs réguliers
- Mallaury Nataf : Sandra Robert (saison 1, épisodes 1 à 10)
- Marie-Christine Adam : Blandine Olivier, la mère de Laure (saisons 1 à 11, invitée saisons 12 et 14)
- Sylvain Corthay : Pierre Olivier, le père de Laure (saisons 1 à 6)
- Stéphane Slima : Alain Dulac (saisons 1 à 4 et 6 à 14, invité saison 5)
- Frédéric Deban : Grégory Lacroix, premier amour de Laure (saisons 1, 2 et 8 à 12, invité saison 14)
- Roméo Sarfati : Louis Lacroix (saisons 1, 2, 6, 7 et 10 à 13, invité saison 5)
- Avy Marciano : Samuel Devos, musicien (saisons 1 à 4) / David Callas (saisons 7, 8, 12 et 13)
- David Brécourt : Baptiste Mondino, médecin (saisons 2 et 5 à 10, invité saisons 12 et 13)
- Christine Lemler : Valentine Chardin (saisons 3 à 14 , invitée saison 2)
- Luis Marquès : Paolo Lorenzi (saisons 3 et 4 et saisons 11 à 13, invité saison 10)
- Peggy Mahieu : Maryline, infirmière à la clinique du Golfe (saisons 3 à 14)
- Arnaud Binard : Emmanuel « Manu » Guémard (saison 3, invité saison 4)
- Jérôme Balguerie puis Tom Bar puis Tristan de Miollis puis Lény Bueno puis Jonathan Demurger : Tom Devos, le fils de Caroline et Samuel (saisons 2 à 4 puis saisons 6 à 12)
- Vanessa Wagner : Lisa Drancourt, la sœur de Caroline (saison 4, invitée saison 5 et 9)
- Grégory Fitoussi : Benjamin Loset, père de Gabriel et de Clara (saisons 4 et 5, invité saisons 6 et 7)
- Lucie Jeanne : Victoria Morel (saison 5, invitée saison 4)
- Delfine Rouffignac : Clara Olivier, la fille adoptive de Laure et de Benjamin (saison 4, épisodes 37 à 40 puis saisons 5 à 14)
- Manuel Welti puis Gabriel Le Normand puis Aurélien Sellem puis Anthony Martin : Jérémy, le fils de Valentine et d'Alain (saisons 4 à 11)
- Erick Chabot : Maxime Servais, chirurgien (saisons 7 à 9)
- Julien Plumecoq puis Léo Fenoll puis Baptiste Roussel : Gabriel, le fils de Laure et Benjamin (saisons 5 à 10)
- Shirley Bousquet : Jeanne, médecin et sœur de Valentine (saisons 6 à 8, invitée saisons 5 et 9)
- Mélanie Maudran : Lucie Valanski, médecin, cousine de Laure (saisons 7 et 8)
- Carla Collomp puis Lucie Besson puis Alexandra Dutilleux : Audrey, la fille de Jessica (invitée saisons 6 à 12 et saison 14)
- Ibrahim Koma : Zacharie Mondino, le fils adoptif de Jessica et Baptiste (saisons 8 à 12, invité saison 14)
- Jean-Claude Bouillon : Xavier Mondino, père de Baptiste Mondino (saisons 8 à 11, invité saison 12)
- Caroline Bourg : Anna Costelle, médecin (saisons 9 à 12)
- Diane Robert : Diane mannequin (saison 1, épisode 3) et Diane patronne de Benjamin sur le bateau (saison 5, épisodes 23 et 25 ) et Claire / Juliette Duval Debanne, médecin, "sœur" de Laure (saisons 11 et 12)
- Mélissa Djaouzi : Eva Lowry, demi-sœur de Jessica (saison 14)

### Acteurs secondaires
- Jean-François Garreaud : Claude Lacroix, père de Grégory et Louis Lacroix (saisons 1 à 3)
- Diane Bellego : Nicole Lacroix, mère de Grégory et Louis Lacroix (saisons 1 et 2)
- Patrick Guillemin : Emmanuel Robert (saison 1)
- Bernard Montiel : Patrick Saint Val (saisons 1 à 3, invité saison 14)
- Claudine Ancelot : Elizabeth Chouchan (saisons 1, 2 et 4, invitée saison 5)
- Claude Brécourt : Hubert de Talence, associé d'Alain à Ibiza Beach, père d'Élise (saisons 2)
- Charley Fouquet : Élise, la fille de Hubert, première femme d'Alain (saison 2, invitée saison 3)
- Florence Geanty : Marie (saisons 2 à 4)
- Corinne Marchand : Colette Manzani (saisons 2 et 3) propriétaire du club Ibiza
- Arsène Jiroyan : Commissaire Marco (saisons 2 à 7)
- Manuela Lopez : Marion (saison 3 à 7 et saison 9)
- Patricia Malvoisin : Catherine Lorenzi, mère de Paolo Lorenzi (saisons 3, 4, 7, 8 et 13)
- Astrid Veillon : Terry, chanteuse (invitée saison 3 et 4)
- Patrick Huet : Monsieur Langlois (saison 4)
- Jordy Serras : Marc (Marcus) Chabert (saison 4)
- Olivier Casadesus : Benoît, demi-frère de Laure, fils d'Élisabeth Chouchan (saison 4)
- Olivier Bénard : Yann (saisons 4 et 5)
- Mélisandre Meertens : Océane, serveuse (saison 5)
- Mikaël Fitoussi : Mathieu, frère de Benjamin Loset (invité saison 5)
- Nina Seifert (VF : Marie-Laure Dougnac) : Emma Morel, sœur de Victoria et fille d'André (invitée saison 5)
- Vincent Niclo : Maxime, producteur (saison 5)
- Damien Ferrette : Vincent de Boissière, avocat et ami d'Alain Dulac (saisons 5 à 7, 11 et 12)
- Eva Di Batista : Eva (invitée Saison 5)
- Jonathan Max-Bernard : Nicolas (invitée Saison 5)
- Max Boublil : Aldo (invité Saison 5)
- Jérôme Marc : Roméo (Saison 5)
- Philippe Agaël : Julien (Saisons 5 et 6)
- Mélanie Page : Vanessa (saison 6)
- Pascal Liger : Rémi, père de Vanessa (saison 6)
- Damien Grasset : Romain de Crécy, professeur de piano de Clara et amant de Laure puis Caroline (saison 6)
- Audrey Hamm : Claudia (saisons 6 et 13, invitée saisons 10, 11)
- Anne-Charlotte Pontabry : Alexandra St Gilles (saison 7, invitée saison 6)
- Pierre Cosso : Serge (saisons 7 et 8, invité saison 6)
- Matthieu Tribes : Arthur (saisons 6 et 7)
- Leslie Bévillard : Chloé (saisons 6 et 7)
- Mylène Jampanoï : Laetitia Valanski, sœur de Lucie (saisons 7 et 8)
- Anthony Dupray : Victor (saison 7)
- Nathalie Marquay : Monica, la secrétaire de Caroline (saisons 6 à 14)
- Julie Boulanger : Aurélie Servais (saisons 7 à 9)
- Stéphane Boutet : François Pariente (saisons 7 et 8, invité saison 14)
- Patrick Raynal : Olivier Kieffer (saisons 7 à 10 ,invité saison 11)
- Macha Béranger : Béatrice Mondino, la mère de Baptiste (saisons 8 à 11)
- Jean-Pierre Germain  : Franck Mondino, le demi-frère de Baptiste Mondino (saisons 8 à 11)
- Julie Laufenbüchler : Magalie (saisons 8 à 9)
- Clémence Lenorman : Sofia Lorenzi, fille de Catherine Lorenzi (invitée saison 8 puis saisons 9 à 10)
- Julien Guéris : Hugo (saisons 9 à 11)
- Abdel Soufi : Maître Sari (saisons 9 à 10)
- Franck Jolly : Dimitri (saison 3 épisode 13) et Bertrand Meyer (saisons 9 à 12)
- Hayet Belhalloufi : Rebecca Meyer, fille de Bertrand Meyer (saisons 10 à 12)
- Bernard Ménez : Jacques Marbalo, élu municipal de la mairie de Saint Tropez (saisons 10 et 11)
- Junior Rondinaud : Manuel Debanne, le mari de Juliette (saisons 11 à 14)
- Serge Gisquière : Peretti, policier (saisons 11 à 14) et Alexis, beau-père d’Antonin Lacroix (saison 6)
- Lukas Delcourt : Lucas, le petit ami de Rebecca (saison 11) puis Cyril, danseur à l'Académie (saisons 12 et 13)
- Lydie Melki : Julia, sœur adoptive de Vincent de Boissière (saisons 11 et 12)
- Jeremy Banster : Antoine Lacan, avocat (saisons 11 à 14)
- Lionel Auguste : Mathias Perry, commissaire de police (saisons 12 à 14)
- Antoine Vincens de Tapol : Alexis, ancien escroc, adjoint de Jessica à l'Académie (saisons 12 et 13)
- Céline Bossu : Sarah, danseuse à l'Académie (saisons 12 à 14)
- Manon Le Moal : Iris, danseuse à l'Académie (saisons 12 et 13)
- Julian Cely : Luc, danseur à l'Académie (saisons 12 et 13)
- Audrey Sarrat : Sophie, danseuse à l'Académie (saisons 12 et 13)
- Delphine Lemoine : Karine, danseuse à l'Académie (saisons 12-13)
- Pierre Deny : David Dernancourt, médecin (saison 3, invité saison 4)
- Cathy Andrieu : Anne De Durckeim, fiancée de Paolo Lorenzi (invitée saison 3)
- Jonathan Zaccaï : Alex (saison 3)
- Barbara Cabrita : Léa, aide scolaire de Zach, le fils adoptif de Jessica et Baptiste (saison 8 épisode 22 "un homme sous influence")
- Clémence de Rycke : Maéva, petite fille à la plage qui se lie d'amitié avec Zacharie (saison 8 épisode 22)
- Catherine Bucquen : Diane, psychiatre malhonnête de Serge (saison 8 épisode 22)

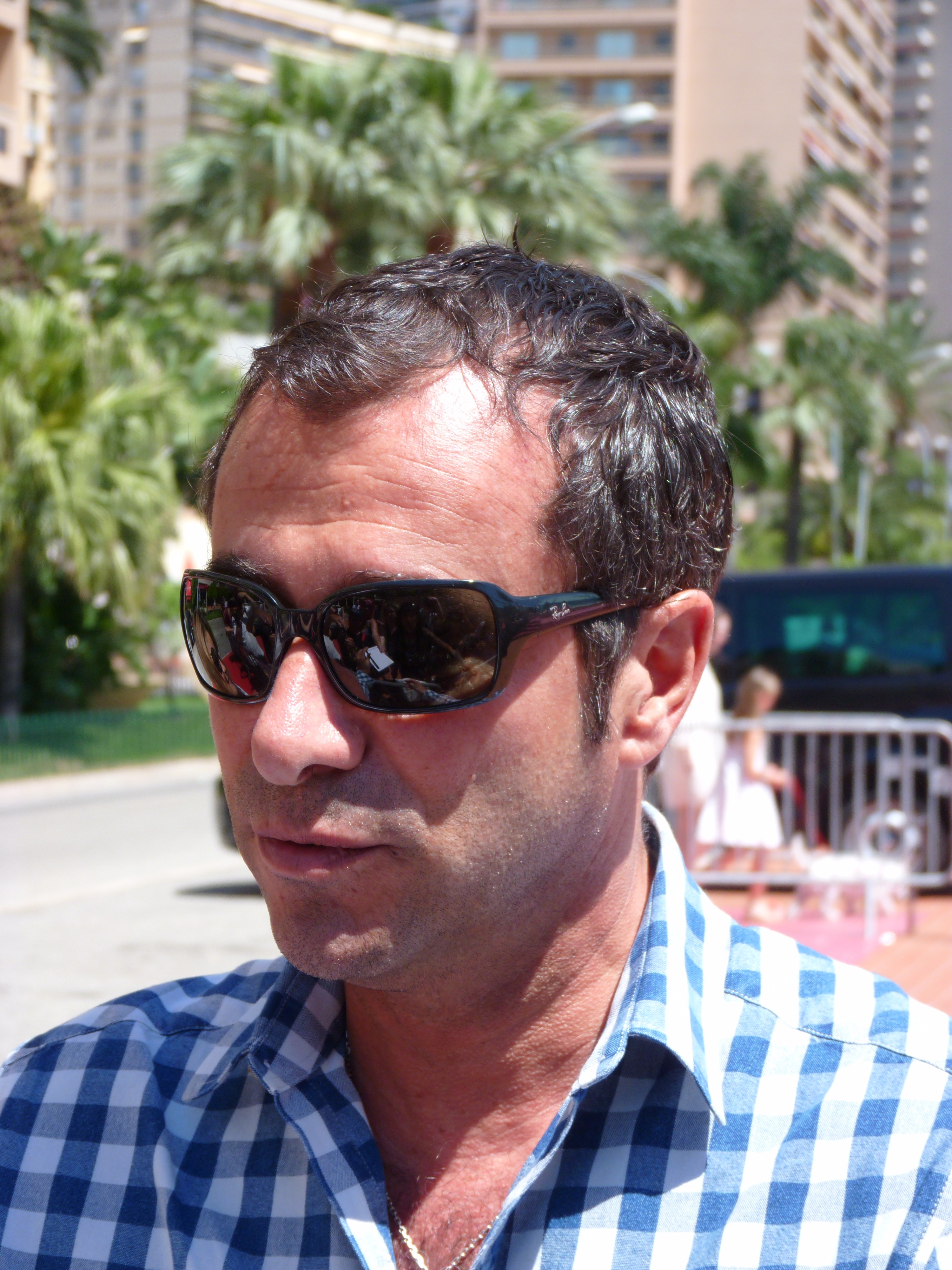
Bernard Montiel
Max Boublil
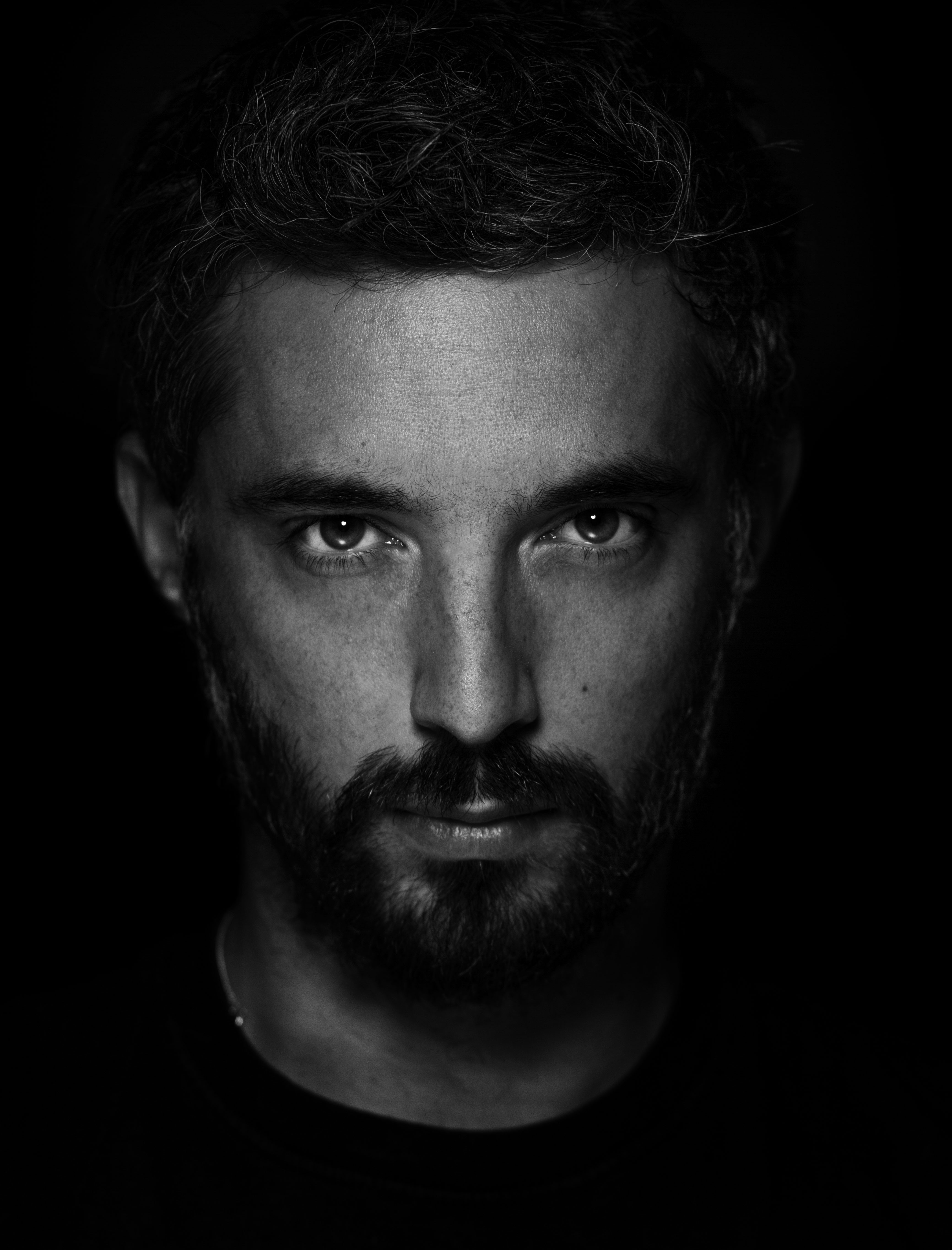
Matthieu Tribes
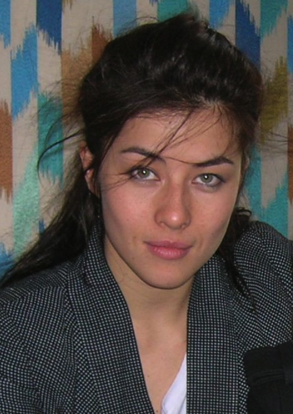
Mylène Jampanoï
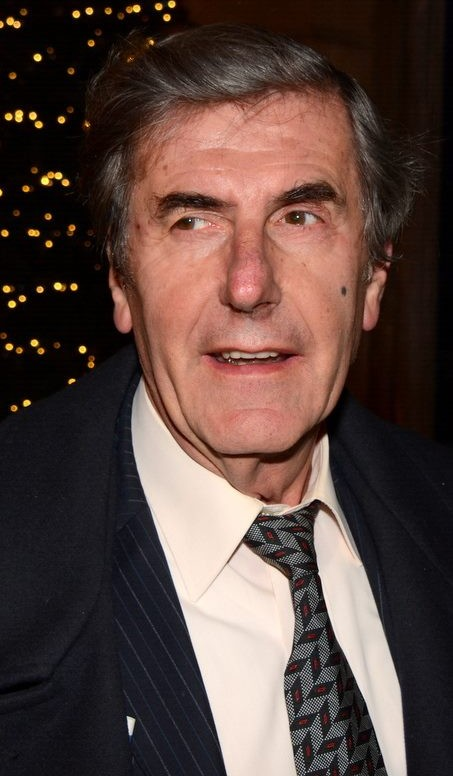
Bernard Menez

### Invités
- Sophie Favier : Magali Lescaut (saison 2)
- Cédric Dumond : Tristan (saison 2, épisode 13 et 14)
- Érik Colin : Giancarlo Lorenzi, le père de Paolo (saison 3, 3 épisodes)
- Laurent Petitguillaume : Jean-Luc Sardi (saisons 3 et 9)
- Yoann Sover : Fabrice (saison 6)
- Massimo Gargia : Monsieur Limoni (saison 8)
- Christiane Ludot : Olga, la mère d'Aurélie (saison 8)
- Patrice Laffont : Docteur Vigeac (saison 9) et Claude (saison 13)
- Amanda Lear : Sonia Rio, la cliente cougar d'Hugo (saison 9, épisode 295)
- Julie Arnold : Nathalie (saison 9)
- Anne Tilloy (Morganne de Star Ac 3) : Elisa (épisode 9.36 "La vie est un roman")
- Gilles Gauci : Père de Sabrina (saison 9, épisode 38)
- Claude Gensac : Tante Clarisse (saison 10)
- Sophie Thalmann : Mélanie (saison 10)
- Philippe Corti : Maréchal (saisons 10, 12 et 13)
- Catherine Lachens : Madame Lépine (saison 10)
- Vincent Lagaf' : Lorenzo Tarquini, le réalisateur italien (saison 10, épisode 352)
- Sébastien Moura : Alex (saison 10)
- Jeane Manson : Johanna, la mère de Nikki (saison 10)
- Mia Frye : Sabrina (saison 11, épisode 363)
- Mario Barravecchia : Michael (saison 11, épisode 369)
- Hugues Aufray : Yago, oncle de Tony (saison 11)
- Eva Berberian : Eva (saison 11)
- Karine Lima : Eva (saison 11)
- Frank Delay : Tim Douglas (saison 11)
- Jordy : Antonin, le fils de Louis Lacroix (saison 11)
- Ève Angeli : Natacha, la nièce de Blandine (saison 11)
- Thierry Beccaro : Pierre, responsable d'une maison de Hippies (saison 11)
- Dani : Marianne, pensionnaire dans une maison de Hippies (saison 11)
- Grégory Basso : Pat (saison 12)
- Clémence Castel : Zoé (saison 12, épisode 1)
- Maud Verdeyen : Marion (saison 12, épisode 1)
- Catherine Alric : Lynda, la mère de Manuel (saison 12, épisodes 13,30 et saison 13, épisode 20)
- Patrick Préjean : Alban, le père de Manuel (saison 12, épisodes 13, 30 et saison 13, épisode 20)
- Célyne Durand : Sonia (saison 12)
- Lââm : elle-même (saison 12, épisode 37)
- Passi : Florian Rivière (saison 13)
- Steevy Boulay : Frédéric Born (saison 13)
- Sandra Lou : Camille, la chanteuse (saison 14)
- Marc Antoine : Stan Lenoir (saison 14)
- Alexandra Kazan : Florence (saison 14)
- Pascale Petit : Madame Dumont
- Fabien Baïardi : Simeoni

- Alexandre Varga : Jacques Mercier

À noter aussi les apparitions de Vincent Niclo (Maxime) et de Jérôme Marc (Roméo) dans quelques épisodes de la saison 5, d'Anne Decis (Tatiana, une amie de Jessica) dans un épisode de la saison 10 et d'Agnès Soral (Lise, la mère de Sarah) dans deux épisodes de la saison 14.

## Fiche technique
- Musique originale composée par Olivier Aussudre
- Patrick Pinel directeur de production
- Kamel Ouali a été chorégraphe sur certains épisodes de la série
- Bénédicte Delmas (Laure Olivier) a été réalisatrice sur certains épisodes de la série
- Adeline Blondieau (Caroline Drancourt) a été scénariste sur certains épisodes de la série
- Générique :
  - Interprétée par Avy Marciano (épisodes 1 à 440 - saisons 1 à 12) puis par Audrey Sarrat (épisodes 441 à 480 - saisons 13 et 14)
  - Musique composée par Pascal Obispo
  - Paroles écrites par Lionel Florence

## Épisodes
- La série a été diffusée pendant 12 ans et demi et comptabilise 14 saisons.
- Le tournage de la série a commencé en février 1995 et s'est achevé en juillet 2008.

## Historique de production

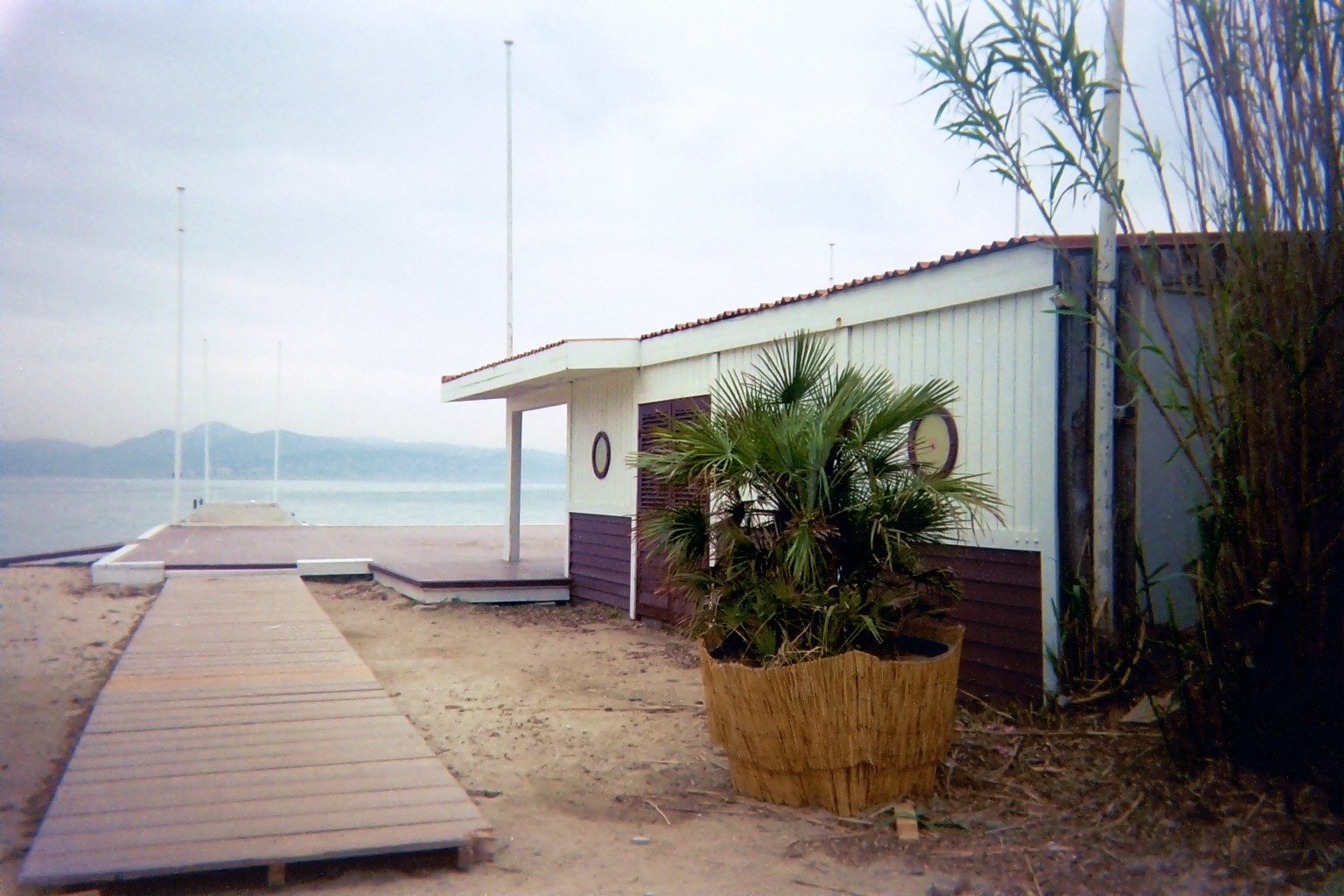
La plage à Saint-Tropez où la série est tournée en 2002.

Tourné à Saint-Tropez, ce feuilleton est diffusé dans plus de 178 pays sous le nom Saint-Tropez.
La première saison a été diffusée le mercredi vers 15 h 15 (épisodes 1 à 4) puis le dimanche aux alentours de 18 h dans l'émission Des millions de copains. Quant à la deuxième saison, elle a été programmée tous les soirs de la semaine vers 18 h. Ce n'est qu'à partir de la saison 3 que la série s'installe dans son créneau historique du samedi (toujours aux alentours de 18 h).
À la rentrée 2007, TF1 annonçait qu'elle stoppait la production du feuilleton dès que les tournages en cours seraient achevés. La réserve d'épisodes aurait ravi encore les fans jusqu'en juin 2008. La ville de Saint-Tropez, dont l'économie dépend en partie du feuilleton, ainsi que les fans, avaient très mal accueilli la nouvelle, après plus de onze ans de diffusion. L'expression de leur mécontentement a cependant payé car le feuilleton a finalement été renouvelé par TF1 pour seize nouveaux épisodes. La 14e et dernière saison a donc repris sur TF1 le 6 septembre 2008 avec l'épisode 465 pour s'achever le 20 décembre 2008 avec l'épisode 480.

### Retour
En 2009, Pascal Breton, le président de Marathon Group qui produit Sous le soleil, a indiqué qu'il était question que la série se dote d'une série dérivée, sur un modèle de diffusion quotidienne à l'image de Plus belle la vie sur France 3, ou plus vraisemblablement sous la forme d'un téléfilm. Finalement, c'est une série dérivée intitulée Sous le soleil de Saint-Tropez et diffusée de manière hebdomadaire qui est réalisée.
Le retour de la série, qui est toujours produite par Marathon, a été annoncé par la chaîne TMC sous la forme d'un spin off. Au casting, on y retrouve notamment Adeline Blondieau, Frédéric Deban ou encore Christine Lemler. Stéphane Slima devait participer au retour de la série en 2012 mais il meurt le 26 août de cette même année des suites d'un AVC. Nadège Lacroix, gagnante de la Saison 6 de Secret Story, est également au casting. La saison 1 a été diffusée sur TMC entre le 2 mars 2013 et le 8 juin 2013. La saison 2 a été diffusée sur TMC entre le 2 février 2014 et le 17 mai 2014. TMC décide de ne pas reconduire la nouvelle série pour une saison 3.
Parmi les personnages de Sous le soleil, on y retrouve au casting :
- Adeline Blondieau : Caroline Drancourt
- Christine Lemler : Valentine Chardin
- Frédéric Deban : Grégory Lacroix
- Delfine Rouffignac : Clara Olivier
- Ibrahim Koma : Zacharie « Zach » Mondino
- Audrey Hamm : Claudia
- Stéphane Boutet : François Pariente
- Damien Ferrette : Vincent de Boissière
- Tom Leeb : Tom Devos (interprété par Lény Bueno puis Jonathan Demurger dans Sous le soleil)
- Serge Gisquière : Anthony/ Charles Peretti

Nathalie Marquay (Monica) apparait également le temps d'un épisode dans le rôle de Jeanne.

## Récompense
- 2003 : Prix de la série d'access-prime-time, décerné par des collégiens de la région PACA, au Festival de la fiction TV de Saint-Tropez[5][source secondaire souhaitée].

## Produits dérivés
Le succès de Sous le Soleil a permis la production de produits dérivés autour de la série.

### Musique
- Le CD audio de la bande originale de la série est sortie le 14 avril 1998 chez EDEL Music France mais il est à ce jour épuisé.

1. Sous le Soleil Avy Marciano
2. Sous le Soleil Thème
3. Comment te dire adieu Tonya Kinzinger
4. Sous le Soleil Thème
5. Sueno de Amor Christine Lemler
6. Sous le Soleil Louis
7. Trop'Bosso
8. La Madrague Christine Lemler
9. Sous le Soleil
10. No me consare Bernard Montiel
11. Sad Laure
12. Règle du je Manuela Lopez
13. Sous le Soleil
14. What about sky Luce Drayton
15. Gipsy
16. Passionnément
17. Sous le Soleil
18. Twist à Saint-Tropez La Belle Équipe
19. Brooklyn Aliss Terrell
20. Sous le Soleil évidemment Christine Lemler
21. Thème Samuel

- Un autre CD audio single est aussi sortie en 1998 chez EDEL Music France.

1. Sous le Soleil Avy Marciano
2. Toucher le fond Avy Marciano
3. Toucher le fond (version instrumentale)

- Le 7 juillet 2000, un CD audio single avec 2 titres a vu le jour chez Ariane Music.

1. Sous le Soleil Avy Marciano
2. Toucher le fond Avy Marciano

- Marathon Productions qui produit la série prévoyait la sortie d'un nouveau CD dans le milieu des années 2000 avec les musiques et certaines chansons se rattachant à la série mais il n'a jamais vu le jour.

### Vidéo
Quelques épisodes sont parus en VHS. Il faudra cependant attendre 2003 pour qu'enfin une intégrale des épisodes soit proposée en DVD sur le marché.
- Il existe un coffret de 3 vidéocassettes sortie le 18 octobre 2000 chez UFG Editions regroupant une petite sélection de 6 épisodes de la série mais plus disponible à la vente.

1. VHS 1 - Épisode 001 : Plage à vendre / Épisode 002 : Le beau mariage
2. VHS 2 - Épisode 019 : À qui la faute ? / Épisode 035 : L'intrus
3. VHS 3 - Épisode 049 : Mon prince charmant / Épisode 052 : Le poids de la famille

- Le 24 juillet 2001, un DVD de Sous le Soleil sort chez UFG Editions avec 2 épisodes de 52 minutes + 30 minutes de Bonus Making-Of.

DVD - Épisode 048 : Les malheurs de Caro / Épisode 130 : L'avenir est à nous / Bonus Making-Of
- En avril 2002, un autre coffret de trois vidéocassettes paraît chez UFG Editions avec une sélection de six épisodes de la série indisponible à présent.

1. Épisode 048 : Les malheurs de Caro
2. Épisode 078 : Une dernière note de musique
3. Épisode 105 : La fugue
4. Épisode 114 : Amants d'un jour
5. Épisode 115 : Double aveu
6. Épisode 130 : L'avenir est à nous

- En août 2003, Universal Collections lance en presse « La Collection Officielle » de l'intégralité de la série Sous le Soleil regroupant un fascicule richement illustré (portraits des personnages, résumés des épisodes, envers du décor, interviews des acteurs, interviews des fans, posters, etc.) + 1 DVD de 4 épisodes d'une durée de 3 h 28 toutes les deux semaines pour 13,50 €. Cependant, la collection s'arrête à l'été 2007, 4 ans après son lancement avec le no 105, se terminant par l'épisode 420 en raison du fait que les épisodes qui suivent étaient encore en cours de tournage à ce moment-là et non diffusés par TF1. Les DVD seront vendus à plus d'un million d'exemplaires. Fort de ce succès et à l'occasion des 10 ans de diffusion de la série en 2006, la collection DVD est relancée mais avec cette fois deux fascicules + 2 DVD à chaque numéro pour 13,50 € soit moitié prix par rapport à la collection initiale mais elle aussi sera incomplète en s'arrêtant à l'été 2008 au DVD + Fascicule no 105. Il manque ainsi les soixante derniers épisodes. En bonus, il existe également un DVD Making Of réalisé par Adeline Blondieau en 2006 dévoilant les secrets des coulisses du tournage ainsi que des anecdotes et des moments forts de la série.
- La série a aussi été distribuée en DVD chez France Loisirs en 2004.

### Livres
- Le 25 juin 2004, Sous le Soleil sort en roman chez l'auteur Marina Perrin au édition Michel Lafon.
- Trois autres romans au prix de 7,60 € sous forme cette fois de journal intime autour des trois héroïnes de la série (Laure, Jessica et Caroline) sont également parus par l'auteur Malika Ferdjoukh, l'une des scénaristes de la série au édition Hachette Jeunesse :

1. Sous le Soleil Tome 1 - Le Journal de Laure (sortie le 13 juillet 2005)
2. Sous le Soleil Tome 2 - Le Journal de Jessica (sortie le 24 août 2005)
3. Sous le Soleil Tome 3 - Le Journal de Caroline (sortie le 12 juillet 2006)

- Le 27 octobre 2005, un livre collector spécial anniversaire 10 ans de Sous le Soleil écrit par Adeline Blondieau (Caroline Drancourt) sort aux éditions Hugo & Compagnie au prix de 25 €. Le livre présente tous les dessous de la série. On y retrouve : les interviews des acteurs principaux et secondaires, les guests, les scénaristes, les lieux de tournage, les coulisses, le résumé des saisons passées et même les épisodes inédits sans oublier de nombreuses photos.

- Frédéric Deban (Grégory Lacroix) a sorti en mars 2015 un livre, Sous le soleil… pas exactement, relatant des anecdotes sur la série (la célèbre scène de plongée de Laure en robe de mariée par exemple).